# فرودگاه شهری لوورنه
فرودگاه شهری لوورنه (به انگلیسی: Luverne Municipal Airport) یک فرودگاه همگانی بهره‌برداری هوایی است که یک باند فرود آسفالت دارد و طول باند آن ۱۲۸۰ متر است. این فرودگاه در کشور ایالات متحده آمریکا قرار دارد و در ارتفاع ۴۳۷ متری از سطح دریا واقع شده است.